# Liste der Autobahnen in Ungarn

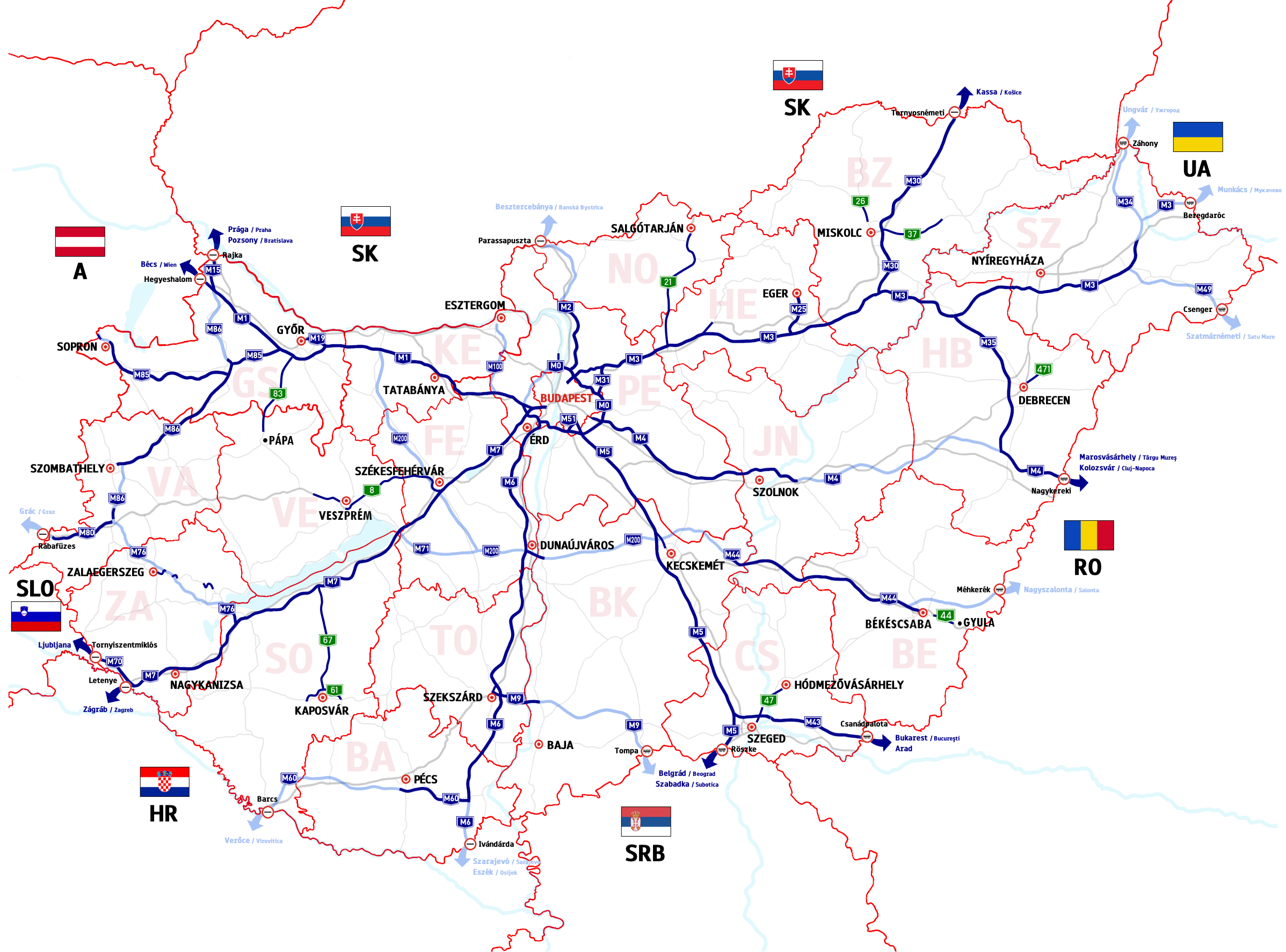
Autobahnnetz in Ungarn
in Betrieb
in Bau
in Planung
bestehende mehrspurige Schnellstraße

Das Autobahnnetz Ungarns besteht aus mehreren von der Hauptstadt Budapest in alle Regionen Ungarns verlaufenden Strecken.
Die Autobahnen werden mit dem Buchstaben M (nur                         für motorisierte Fahrzeuge) und einer Zahl bezeichnet. Die ungarische Bezeichnung für „Autobahn“ ist Autópálya. Auf den ungarischen Autobahnen besteht ein Tempolimit von 130 km/h, und viele Strecken sind gebührenpflichtig. Ausnahmen bestanden bis 1. Juli 2013 an Streckenabschnitten um größere Städte, zum Beispiel Tatabánya und Umfahrung Győr bei M1, Umfahrung Budapest: M0 und M31.

## Übersicht
| Nummer      |                                             | Europastraßen           | Verlauf | Länge   | Status | Karte |
| ----------- | ------------------------------------------- | ----------------------- | --- | ------- | --- | ----- |
|             | Schnellstraße Beginn                        | E60 · E71 · E75         | Ringautobahn um Budapest, zentrales Element des Autobahnnetzes                                                    | 77 km   | in Betrieb in Planung: Nord- und Westsektor (Budakalász – Budaörs)                                                                         |       |
|             | Autobahn Beginn                             | E60 · E65 · E75         | Budapest – Bicske – Tatabánya – Győr – Mosonmagyaróvár – Grenzübergang Hegyeshalom / nach Wien                    | 161 km  | in Betrieb |       |
|             | Schnellstraße Beginn                        | E77                     | Budapest – Vác – Grenzübergang Parassapuszta (Hont) / nach Banská Bystrica                                        | 31 km   | in Betrieb in Planung: Vác – Grenzübergang                                                                                                 |       |
|             | Autobahn Beginn                             | E71 · E79 · E573 · E579 | Budapest – Gyöngyös – Füzesabony – Nyíregyháza – Vásárosnamény – Grenzübergang Beregdaróc / nach Mukatschewo      | 269 km  | in Betrieb in Planung: Vásárosnamény – Grenzübergang                                                                                       |       |
|             | Schnellstraße Beginn · Autobahn Beginn      | E60 · E79               | Budapest – Cegléd – Szolnok – Püspökladány – Berettyóújfalu – Grenzübergang Nagykereki / nach Oradea, Cluj-Napoca | 98 km   | in Betrieb in Bau: Törökszentmiklós – Kisújszállás in Planung: Kisújszállás – Berettyóújfalu                                               |       |
|             | Autobahn Beginn                             | E75                     | Budapest – Kecskemét – Kiskunfélegyháza – Szeged – Grenzübergang Röszke / nach Novi Sad, Belgrad                  | 160 km  | in Betrieb |       |
|             | Autobahn Beginn                             | E73                     | Budapest – Dunaújváros – Paks – Szekszárd – Bóly – Grenzübergang Ivándárda / nach Osijek                          | 191 km  | in Betrieb in Planung: Lippó – Grenzübergang                                                                                               |       |
|             | Autobahn Beginn                             | E65 · E71               | Budapest – Székesfehérvár – Siófok – Nagykanizsa – Grenzübergang Letenye / nach Zagreb                            | 224 km  | in Betrieb |       |
|             | Schnellstraße Beginn · Autobahn Beginn      | E66                     | Veszprém – Dunaújváros – Kecskemét – Szolnok /M32                                                                 | 10 km   | in Betrieb in Planung: Körmend – Dunaújváros, Dunavecse – Szolnok                                                                          |       |
|             | Schnellstraße Beginn · Schnellstraße Beginn |                         | Szombathely – Zalaegerszeg – Nagykanizsa – Kaposvár – Szekszárd – Tompa (Ungarn) - Szeged -                       | 21 km   | in Betrieb in Planung: Nagykanizsa – Kaposvár – Szekszárd – Dusnok – Jánoshalma – Kiskunhalas – Tompa (Ungarn) → Kelebija Serbien – Szeged |       |
|             | Schnellstraße Beginn                        |                         | Budapest ( M0) – Pilisvörösvár – Grenzübergang Esztergom / nach Komárno                                           | 0 km    | in Planung |       |
|             | Autobahn Beginn                             | E65 · E75               | Mosonmagyaróvár ( M1) – Grenzübergang Rajka / nach Bratislava                                                     | 15 km   | in Betrieb |       |
|             | Schnellstraße Beginn                        |                         | Abzweig Győr Győr-Ost ( M1) – Győr                                                                                | 9 km    | in Betrieb |       |
|             | Schnellstraße Beginn                        |                         | Abzweig Eger Füzesabony ( M3) – Eger                                                                              | 19 km   | in Betrieb |       |
|             | Autobahn Beginn                             | E71 · E79               | Emőd ( M3) – Miskolc – Grenzübergang Tornyosnémeti / nach Košice                                                  | 84 km   | in Betrieb |       |
|             | Autobahn Beginn                             | E71                     | Zusätzlicher Abschnitt der M0 Nagytarcsa ( M0) – Gödöllö ( M3)                                                    | 12 km   | in Betrieb |       |
| M 32        |                                             |                         | Füzesabony ( M3-M25) – Jászapáti – Szolnok ( M4-M8)                                                               | 0 km    | in Planung |       |
|             | Schnellstraße Beginn                        | E573                    | Vásárosnamény ( M3) – Kisvárda – Grenzübergang Záhony / nach Uschhorod                                            | 0 km    | in Planung |       |
|             | Autobahn Beginn                             | E79 · E573              | Görbeháza ( M3) – Hajdúböszörmény – Debrecen – Berettyóújfalu                                                     | 68 km   | in Betrieb |       |
|             | Autobahn Beginn                             | E68                     | Szeged - – Makó – Grenzübergang Csanádpalota / nach Arad                                                          | 57 km   | in Betrieb |       |
|             | Schnellstraße Beginn                        |                         | Nagykőrös – Szarvas – Békéscsaba – Grenzübergang Gyula / nach Chișineu-Criș                                       | 93 km   | in Betrieb in Bau: Kecskemét – Szentkirály in Planung: Békéscsaba – Grenzübergang                                                          |       |
| M47         | Schnellstraße Beginn                        |                         | Berettyóújfalu - – Békéscsaba – Hódmezővásárhely – Szeged                                                         | 0 km    | in Planung |       |
|             | Schnellstraße Beginn                        |                         | Őr – Mátészalka – Grenzübergang (– nach Satu Mare)                                                                | 0 km    | in Bau: Őr – Ököritófülpös in Planung: Ököritófülpös – Grenzübergang                                                                       |       |
|             | Schnellstraße Beginn                        |                         | Zusätzlicher Abschnitt der M0 Budapest – Dunaharaszti                                                             | 9 km    | in Betrieb |       |
|             | Autobahn Beginn · Schnellstraße Beginn      |                         | Bóly – Pécs – Szigetvár – Grenzübergang Barcs / nach Zagreb                                                       | 32 km   | in Betrieb in Planung: Pécs – Grenzübergang                                                                                                |       |
|             | Autobahn Beginn                             | E653                    | Letenye – Grenzübergang Tornyiszentmiklós / nach Maribor                                                          | 21 km   | in Betrieb |       |
|             | Schnellstraße Beginn                        |                         | Abzweig Zalaegerszeg Balatonszentgyörgy – Misefa –                                                                | 6 km    | in Betrieb: M7 - Balatonszentgyörgy (Fenékpuszta) in Planung: Fenékpuszta-Zalaegerszeg 33 km                                               |       |
|             | Schnellstraße Beginn                        | E66                     | von Graz / Grenzübergang Rábafüzes (Szentgotthárd) – Körmend                                                      | 29 km   | in Betrieb |       |
|             | Schnellstraße Beginn                        |                         | Sárbogárd – Székesfehérvár – Mór – Komárom                                                                        | 0 km    | in Planung |       |
|             | Schnellstraße Beginn                        |                         | Győr – Csorna – Grenzübergang Sopron / nach Wien                                                                  | 89 km   | in Betrieb in Bau: Sopron – Grenzübergang                                                                                                  |       |
|             | Schnellstraße Beginn                        | E65                     | Mosonmagyaróvár – Csorna – Szombathely                                                                            | 64 km   | in Betrieb in Planung: Csorna – Mosonmagyaróvár                                                                                            |       |
|             | Schnellstraße Beginn                        |                         | Szombathely – Grenzübergang Köszeg / nach Oberpullendorf                                                          | 0 km    | in Planung |       |
|             | Schnellstraße Beginn                        |                         | Zsámbék – Esztergom                                                                                               | 0 km    | in Planung |       |
|             |                                             |                         | |         | |       |
| Gesamtlänge | Gesamtlänge                                 | Gesamtlänge             | Gesamtlänge | 1749 km | |       |

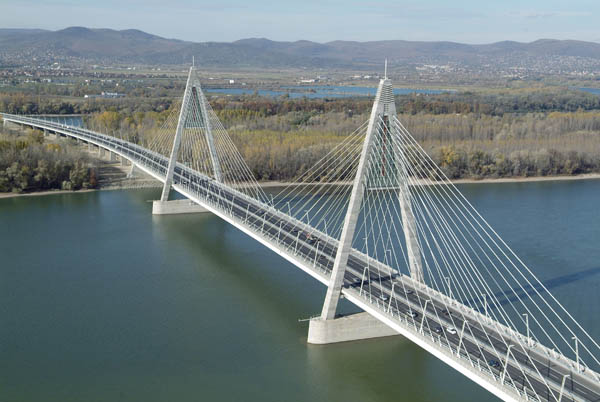
M0 – Megyeri-Brücke in Budapest
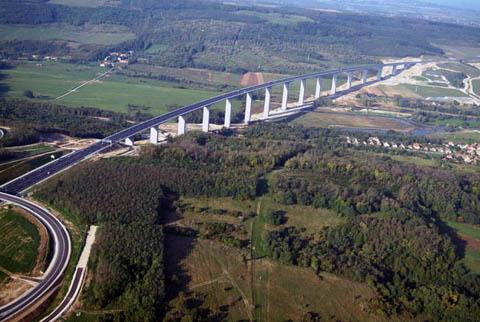
M7 – Kőröshegyi Viadukt am Balaton
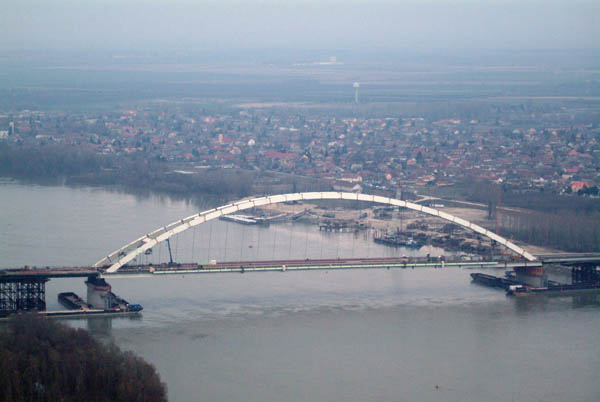
M8 – Pentele Brücke bei Dunaújváros
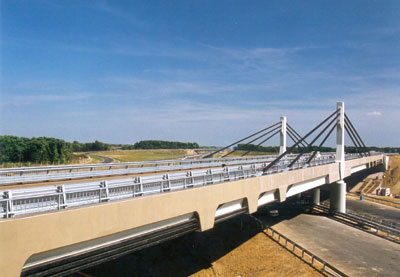
M70 – Koronger Brücke
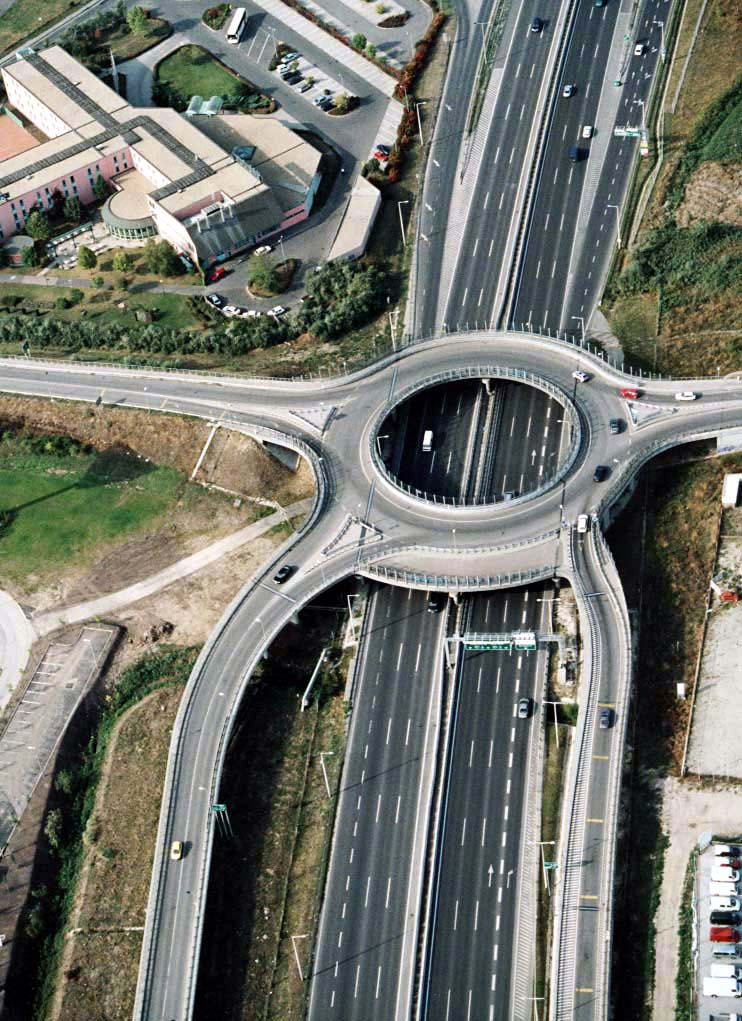
M7 – Kreisverkehr bei Budaörs

## Mehrstreifige Abschnitte

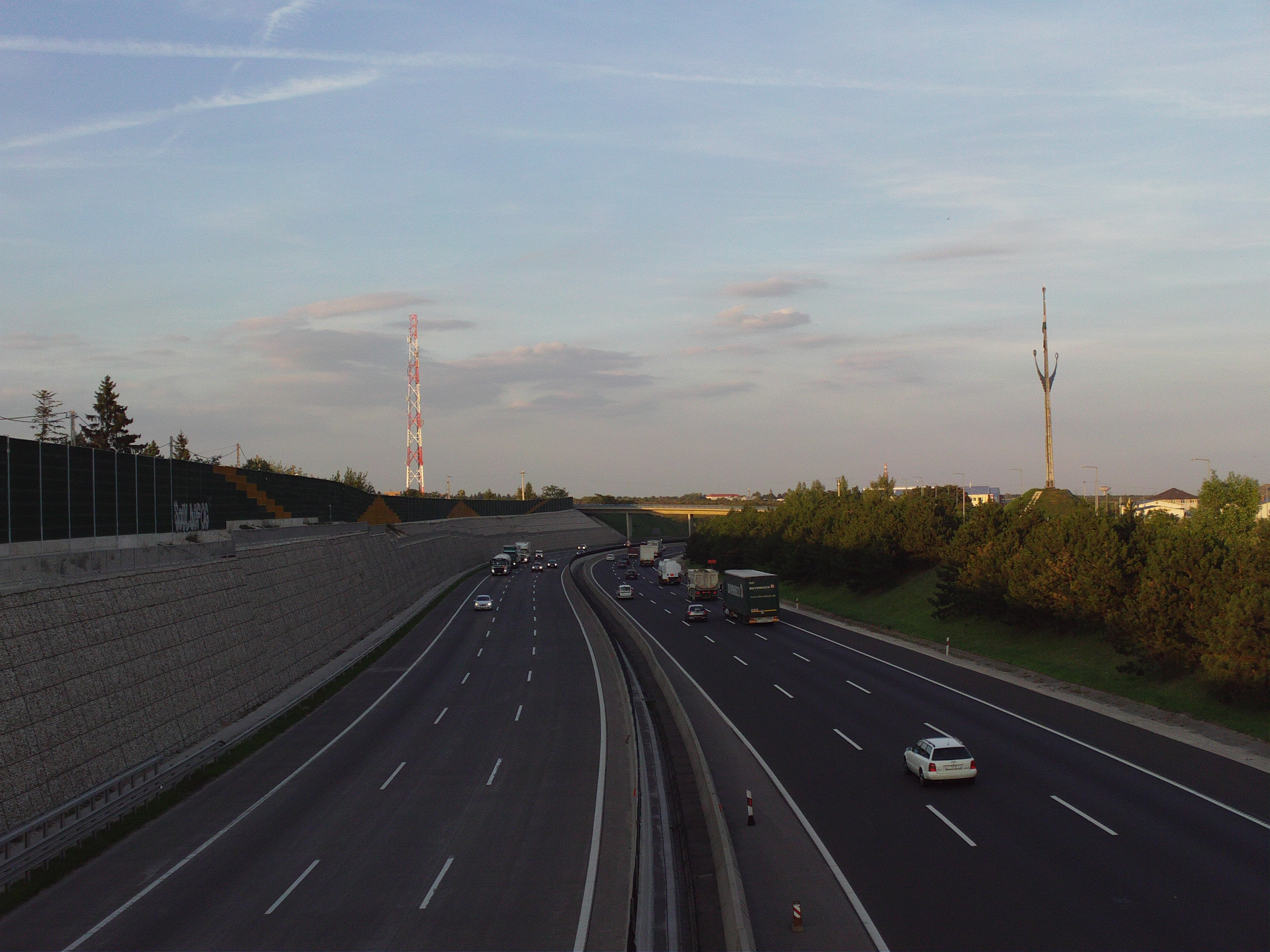
Sechsspurige M 0 in der Nähe von Budapest

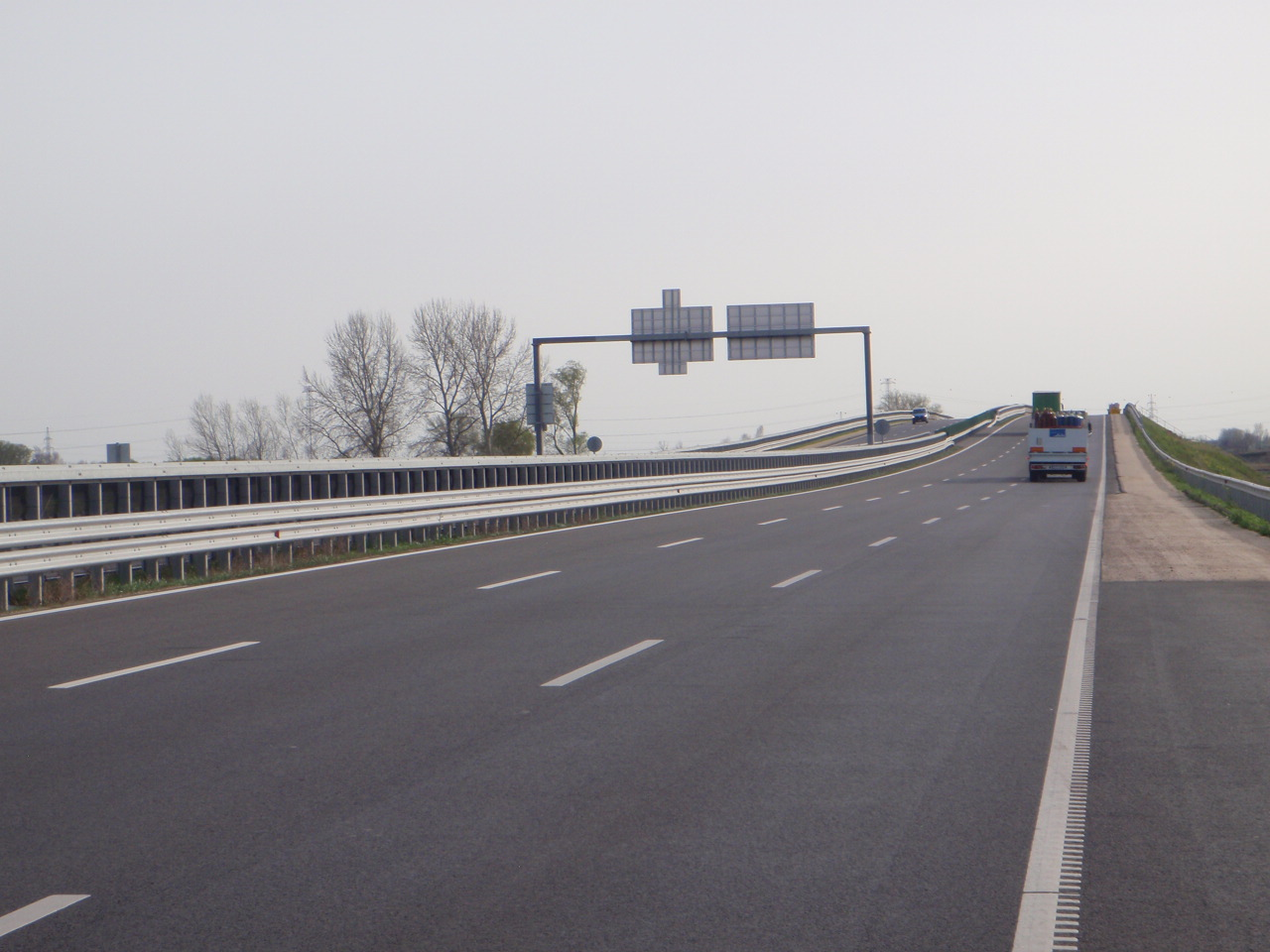
Sechsspurige M85-M86 in der Nähe von Csorna

Dieser Absatz enthält Autobahnabschnitte, welche mehr als vier Fahrstreifen aufweisen. Nicht aufgelistet werden einseitige Langsamfahrstreifen bei Steigungsstrecken.

### Achtstreifige Abschnitte
| Nr. | Abschnitt                            | Länge |
| --- | ------------------------------------ | ----- |
| -   | Budapest, Budaörsi út – Knoten M1/M7 | 6 km  |

### Sechsstreifige Abschnitte
| Nr. | Abschnitt                                            | Länge  |
| --- | ---------------------------------------------------- | ------ |
| M0  | Knoten Budaörs (M1) – Knoten Gyál (M5)               | 31 km  |
| M1  | Knoten M1/M7 – Győr-kelet                            | 95 km  |
| M3  | Budapest, Hungária körút – Budapest, Szentmihályi út | 7 km   |
| M5  | Budapest, Nagykőrösi út – Autobahndreieck M51        | 6,7 km |
| M7  | Knoten M7/M1 – Székesfehérvár-dél                    | 48 km  |
| M35 | Debrecen-észak – Debrecen-Ondód                      | 3 km   |
| -   | Csorna-észak – Csorna-dél                            | 3,5 km |

|        |            |
| in Bau | in Planung |

## Autobahnknoten

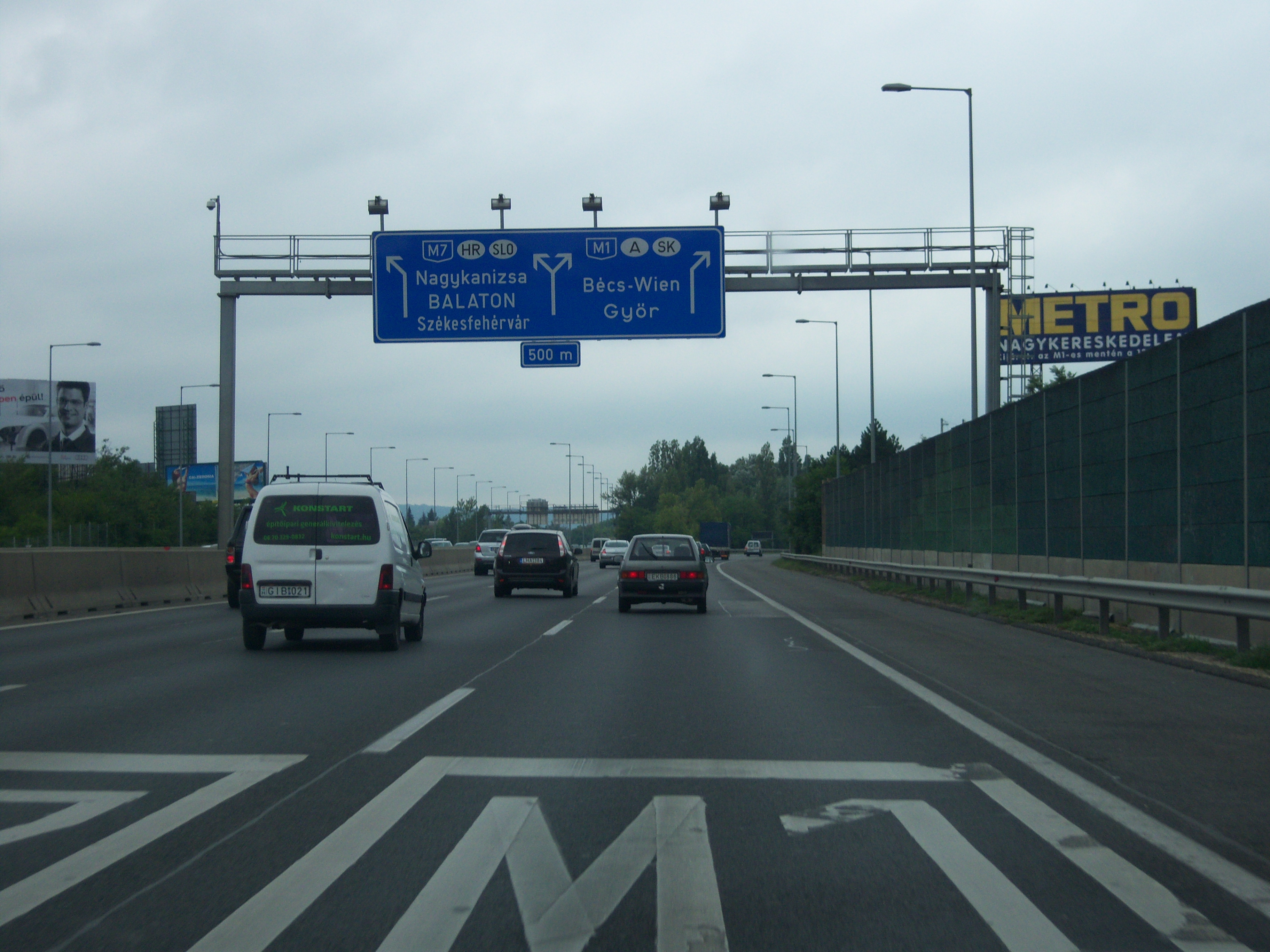
Knoten Törökbálint (M 1/M 7)

Aufgelistet sind auch Kreuzungen von Autobahnen bzw. Schnellstraßen mit Autobahnzubringern bzw. ehemaligen Schnellstraßen.
| Name                   | Straße 1 | Straße 2 / 3    | Art                                      |
| ---------------------- | -------- | --------------- | ---------------------------------------- |
| Abony (Szolnok-nyugat) | M 4      | M 8             | Autobahndreieck                          |
| Babarc (Bóly)          | M 6      | M 60            | Autobahndreieck                          |
| Balatonfőkajár         | M 7      | M 8             | Autobahnkreuz                            |
| Berettyóújfalu         | M 4      | M 35 / M 47     | Autobahndreieck Autobahnkreuz in Planung |
| Biatorbágy             | M 1      | M 0 Zubringer   | Autobahnkreuz                            |
| Budapest-Nagytétény    | M 0      | M 6             | Autobahndreieck                          |
| Budapest-Rákoscsaba    | M 0      | M 31            | Autobahndreieck                          |
| Budapest-Rákospalota   | M 0      | M 2             | Autobahndreieck                          |
| Budapest-Rákospalota   | M 3      | M 0             | Autobahnkreuz                            |
| Budapest-Soroksár      | M 0      | M 51            | Autobahndreieck                          |
| Budapest-Soroksár      | M 5      | M 51            | Autobahndreieck                          |
| Csorna-észak           | M 85     | M 86            | Autobahndreieck                          |
| Csorna-dél             | M 86     | M 85            | Autobahndreieck                          |
| Dunaújváros            | M 6      | M 8 Zubringer   | Autobahnkreuz                            |
| Érd-észak              | M 7      | M 0             | Autobahnkreuz                            |
| Gödöllő                | M 3      | M 31            | Autobahndreieck                          |
| Görbeháza              | M 3      | M 35            | Autobahndreieck                          |
| Gyál                   | M 5      | M 0             | Autobahnkreuz                            |
| Győr-kelet             | M 1      | M 19            | Autobahndreieck                          |
| Hollád                 | M 7      | M 76 Zubringer  | Autobahndreieck                          |
| Ikrény (Győr-nyugat)   | M 1      | M 85 Zubringer  | Autobahndreieck                          |
| Kál (Füzesabony)       | M 3      | M 25            | Autobahndreieck                          |
| Kecskemét              | M 5      | M 8             | Autobahnkreuz                            |
| Kisvarsány             | M 3      | M 34            | Autobahndreieck                          |
| Letenye                | M 7      | M 70            | Autobahndreieck                          |
| Levél                  | M 1      | M 15 / M 85     | Autobahndreieck Autobahnkreuz in Planung |
| Mány                   | M 1      | M 100 Zubringer | Autobahnkreuz                            |
| Mezőcsát (Emőd)        | M 3      | M 30            | Autobahndreieck                          |
| Nagykanizsa            | M 7      | M 9             | Autobahnkreuz                            |
| Nagykőrös              | M 8      | M 44            | Autobahndreieck                          |
| Őr                     | M 3      | M 49 Zubringer  | Autobahndreieck                          |
| Szeged-észak           | M 5      | M 43 / M 9      | Autobahndreieck Autobahnkreuz in Planung |
| Szolnok-észak          | M 4      | M 32            | Autobahndreieck                          |
| Tolna (Szekszárd)      | M 6      | M 9             | Autobahnkreuz                            |
| Törökbálint            | M 1      | M 7             | Autobahngabelung                         |
| Üllő (Vecsés)          | M 4      | M 0             | Autobahnkreuz                            |
| Vasvár                 | M 8      | M 9             | Autobahndreieck                          |

|        |            |
| in Bau | in Planung |

## Autobahnmeistereien
Autobahnmeistereien heißen autópálya-mérnökség für Autobahnen und Schnellstraßen. Es gibt folgende Autobahnmeistereien:
- Balatonvilágos - M7
- Balástya - M5
- Bátaszék - M6
- Berettyóújfalu - M4
- Bicske - M1
- Dunakeszi - M0
- Encs - M30
- Emőd - M3, M30
- Eszteregnye - M7, M70
- Fonyód - M7
- Gödöllő - M3, M2
- Hajdúböszörmény - M35
- Hajdúnánás - M3
- Iváncsa - M6
- Kardos - M44
- Kál - M3, M25
- Kiskunfélegyháza - M5
- Komárom - M1
- Lakitelek - M44
- Lébény - M1, M15
- Makó - M43
- Martonvásár - M7
- Ófehértó - M3
- Szigetszentmiklós - M0
- Tengelic - M6
- Újhartyán - M5